# David Piccini
Pour les articles homonymes, voir Piccini.
David Winsor Piccini, né le 29 septembre 1988 à Toronto, est un homme politique provincial canadien de l'Ontario.
Il est député provincial progressiste-conservateur de la circonscription ontarienne de Northumberland—Peterborough-Sud depuis 2018.

## Biographie
Né à Toronto en Ontario, Piccini travaille pour le Collège royal des médecins et chirurgiens du Canada avec lequel il travaille à l'étranger. En 2018, il contribue à la fondation du Canadian International Health Education Association qui a dirigé l'une des plus grandes missions humanitaires dans la région du golfe.
Piccini tente de se faire élire député conservateur dans Ottawa—Vanier en 2015, mais est défait par le libéral Mauril Bélanger.
Élu en 2018, il entre au cabinet au poste de ministre de l’Environnement, de la Protection de la nature et des Parcs en juin 2021. Il est réélu en 2022.